# 古成之夫妇墓
古成之夫妇墓，位于中国广东省韶关市新丰县丰城镇冬瓜坑村，为新丰县的一个县级文物保护单位，类型为古墓葬，公布时间为1984年12月15日。
古成之夫妇墓的历史年代为北宋。